# Mundu SC
Der Mundu Sport Club ist ein sansibarischer Sportverein aus Nungwi bei Unguja. Nach dem Abstieg 2017 spielt der Verein derzeit in der zweiten Liga.

## Geschichte
Der Verein spielte mehrere Jahre in der erstklassigen sansibarischen Premier League. Zweimal qualifizierte sich der Mundu SC für den CAF Confederation Cup, schied jedoch 2007 und 2009 jeweils in der Qualifikationsrunde aus.

## Statistik in den CAF-Wettbewerben
| Saison | Wettbewerb            | Runde         | Gegner          | Gesamt | Hin     | Rück    |
| ------ | --------------------- | ------------- | --------------- | ------ | ------- | ------- |
| 2007   | CAF Confederation Cup | Qualifikation | Mwana Africa FC | 1:6    | 0:3 (H) | 1:3 (A) |
| 2009   | CAF Confederation Cup | Qualifikation | Red Arrows FC   | 0:7    | 0:6 (A) | 0:1 (H) |